# Synomelix fasciata
Synomelix fasciata là một loài tò vò trong họ Ichneumonidae.